# Анси (футбольный клуб)
«Анси» (фр. Football Club d'Annecy) — французский футбольный клуб из одноимённого города. Клуб был основан в 1927 году. С сезона 2022/23 выступает во второй французской лиге.

## История
«ФК Анси», образованный в 1927 году, провёл большую часть своей истории в региональном любительском футболе. Клуб стал профессиональным в 1942 году, но был вынужден вернуться к любительскому футболу год спустя. Когда в 1948 году была сформирована национальная любительская лига, «Анси» стал членом-основателем. После одиннадцати сезонов клуб стал чемпионом Франции среди любителей в сезоне 1959–60, и после короткого подъёма в начале 1970-х годов вернулся в безвестность, которая была характерна для их ранних дней.
В 1980-х годах снова произошёл резкий подъём, так как «Анси» выиграл три повышения за девять лет, чтобы достичь второго дивизиона Франции в кампании 1988–89. Клуб снова стал профессиональным после первого сезона в дивизионе и достиг пика в сезоне 1990–91. Лучший сезон пришёлся на 1990–91 годы, когда команда заняла девятое место в лиге и дошла до 1/16 финала Кубка Франции. Однако, вылетев в 1992–93 годах, «Анси» упал так же стремительно, как и появился — клуб был расформирован 16 октября 1993 года, и, таким образом, отказался от своего профессионального статуса вместе с местом в третьем дивизионе. В том же году был сформирован клуб под новым названием «Annecy Football Club» и занял место в лиге на пять уровней ниже, чем бывшая команда. Хотя новая команда дважды выигрывала повышение в течение пяти лет, затем «Анси» провёл девять лет на шестом уровне, прежде чем снова столкнулся с понижением в сезоне 2007–08.
В 2013 году клуб вернул себе историческое название «ФК Анси». В 2016 году клуб снова получил повышение до Чемпионата Франции среди любителей. В 2020 году, клуб вернулся в Национальный чемпионат (Насьональ), третий футбольный дивизион в системе футбольных лиг Франции. В 2022 году «Анси» добился повышения в Лигу 2.

## Достижения
Клуб завоевал множество наград, все любительские. Самая заметная награда, полученная «Анси» - это французский любительский чемпионат, выигранный клубом в сезоне 1959–60.

## Основной состав
| 1  | Франция                          | Вр  | Флорьян Эскаль       | 1996 |  |  |  |  |  |
| 16 | Франция                          | Вр  | Тома Каллё           | 1998 |  |  |  |  |  |
| 30 | Франция                          | Вр  | Тидьян Мальбек       | 2001 |  |  |  |  |  |
|    |                                  |     |                      |      |  |  |  |  |  |
| 2  | Франция                          | Защ | Амжату Сукуна        | 1998 |  |  |  |  |  |
| 6  | Франция                          | Защ | Франсуа Ляжюжи       | 1996 |  |  |  |  |  |
| 18 | Франция                          | Защ | Аксель Друа          | 2000 |  |  |  |  |  |
| 21 | Демократическая Республика Конго | Защ | Фабрис Н’Сакала      | 1990 |  |  |  |  |  |
| 27 | Франция                          | Защ | Жюльен Куадьё        | 1999 |  |  |  |  |  |
| 41 | Франция                          | Защ | Тибо Дельфи          | 2002 |  |  |  |  |  |
|    |                                  |     |                      |      |  |  |  |  |  |
| 5  | Алжир                            | ПЗ  | Ахмед Каши (капитан) | 1988 |  |  |  |  |  |
| 7  | Габон                            | ПЗ  | Ноа Лемина           | 2005 |  |  |  |  |  |

| 17 | Франция      | ПЗ  | Венсан Пажо                             | 1990 |  |  |  |  |  |
| 20 | Буркина-Фасо | ПЗ  | Жозье Тьяндробеого                      | 2002 |  |  |  |  |  |
| 23 | Гвинея       | ПЗ  | Карим Сиссе (в аренде из «Сент-Этьена») | 2004 |  |  |  |  |  |
| 24 | Франция      | ПЗ  | Йоан Демонси                            | 1996 |  |  |  |  |  |
| —  | Франция      | ПЗ  | Кильян Жюссрон-Венье                    | 2006 |  |  |  |  |  |
|    |              |     |                                         |      |  |  |  |  |  |
| 10 | Франция      | Нап | Капи Джоко                              | 1995 |  |  |  |  |  |
| 11 | Нигерия      | Нап | Готе Нтиньи                             | 2002 |  |  |  |  |  |
| 22 | Франция      | Нап | Клеман Бильмаз                          | 1998 |  |  |  |  |  |
| 28 | Франция      | Нап | Антуан Ляроз                            | 1993 |  |  |  |  |  |
| 33 | Франция      | Нап | Контон Пари                             | 2006 |  |  |  |  |  |
| —  | Швейцария    | Нап | Ранжан Нилякандон                       | 2005 |  |  |  |  |  |